# Previla
Previla su naseljeno mjesto u općini Foči-Ustikolini, Federacija BiH, BiH. 
Godine 1950. Previlima je pripojeno naselje Bjelošić (Sl.list NRBiH, br.10/50), a godine 1962. Previlima je pripojeno naselje Gornje Žešće (Sl.list NRBiH, br.47/62).

## Stanovništvo
| Narod     | Popis 1961. | Popis 1971. | Popis 1981. | Popis 1991. |
| --------- | ----------- | ----------- | ----------- | ----------- |
| Hrvati    |             |             | 1           |             |
| Muslimani | 73          | 135         | 107         | 39          |
| Srbi      | 75          | 211         | 147         | 95          |
| Crnogorci | 2           |             | 1           |             |
| ostali    |             |             | 4           |             |
| Ukupno    | 150         | 346         | 260         | 134         |